# Nhlangano
Nhlangano este un oraș în partea sud-vestică a statului Eswatini. Cunoscut anterior ca și Goedgegun, localitatea și-a luat numele de Nhlangano, care tradus înseamnă locul de întâlnire. Aici, în 1947, regele George al Angliei, l-a întâlnit pe suveranul local, regele Sobuza.